# Xinlin (köping i Kina, Sichuan)
Xinlin (kinesiska: 新林镇, 新林) är en köping i Kina. Den ligger i provinsen Sichuan, i den sydvästra delen av landet, omkring 180 kilometer sydväst om provinshuvudstaden Chengdu. Antalet invånare är 12 949. Befolkningen består av 6 350 kvinnor och 6 599 män. Barn under 15 år utgör 24,0 %, vuxna 15-64 år 67 %, och äldre över 65 år 8,0 %.
Genomsnittlig årsnederbörd är 1 487 millimeter. Den regnigaste månaden är juli, med i genomsnitt 349 mm nederbörd, och den torraste är december, med 12 mm nederbörd.